# 黄口蜑螺
黄嘴螺（学名：Neritina pulligera），是原始腹足目蜑螺科河蜑螺属的一种。主要分布于台湾，常栖息在水流平缓河川与海水的交界处，以及较深水潭底的岩石上。